# 维内什·波加特
维内什·波加特（英語：Vinesh Phogat，1994年8月25日—）生于哈里亚纳邦比瓦尼县的印度女子自由式摔跤运动员，三度夺得共运会摔跤冠军。她是印度著名的波加特姐妹的一员，吉塔·庫瑪里·波加特和芭碧塔·庫瑪里·波加特的堂妹。维内什7岁时开始练习摔跤。受哈里亚纳邦人观念的影响，波加特姐妹在练习方面受到不少阻碍，维内什的父亲和叔父也因此承受不小压力。她們與父親的故事被改編成電影《我和我的冠軍女兒》。
维内什参加过三届奥运会，曾在三个不同的体重级别比赛：2016年为48公斤，2020年为53公斤，2024年为50公斤。在2024年巴黎奥运会上，她成为首位在国际比赛中击败卫冕冠军须崎优衣的国际摔跤选手，并成为首位进入奥运决赛的印度女性摔跤运动员。然而，在比赛的第二天，维内什因超出了规定体重100克而被取消资格。被取消资格后，她立即宣布了退役。
维内什于2019年被提名为劳伦斯世界体育奖，成为首位获得该奖项提名的印度运动员。2023年，她参与了针对时任印度摔跤协会主席及印度人民党国会议员布里吉·布尚·沙兰·辛格的抗议活动，该人士被多名女性摔跤选手指控性骚扰。

## 運動生涯
2014年，维内什获得了英联邦运动会48公斤级自由式摔跤金牌以及亚洲运动会同一项目的铜牌。四年后她参加了英联邦运动会和亚洲运动会的50公斤级自由式摔跤项目，都获得金牌，既成为历史上首位获得亚运冠军的印度女子摔跤选手，又成为首位获得亚运金牌的波加特家族成员。